# Glenea splendidula
Glenea splendidula é uma espécie de escaravelho da família Cerambycidae. Foi descrita por Karl-Ernst Hüdepohl em 1996. É conhecida a sua existência nas Filipinas.